# 4631 Yabu
För andra betydelser, se Yabu.
4631 Yabu eller 1987 WE1 är en asteroid i huvudbältet som upptäcktes den 22 november 1987 av de båda japanska astronomerna Seiji Ueda och Hiroshi Kaneda i Kushiro. Den är uppkallad efter Yasuo Yabu.
Asteroiden har en diameter på ungefär 5 kilometer.